# Solenostemma
Solenostemma là chi thực vật có hoa trong họ Apocynaceae.